# دیمیتری دوبروسکوک
دیمیتری دوبروسکوک (روسی: Дмитрий Михайлович Доброскок؛ زادهٔ ۱ مارس ۱۹۸۴) ورزشکار شیرجه اهل روسیه است.
وی در مسابقات کشوری و بین‌المللی در مجموع برندهٔ ۱ مدال طلا، ۱ مدال برنز شده‌است.